# St. Jakob (München)

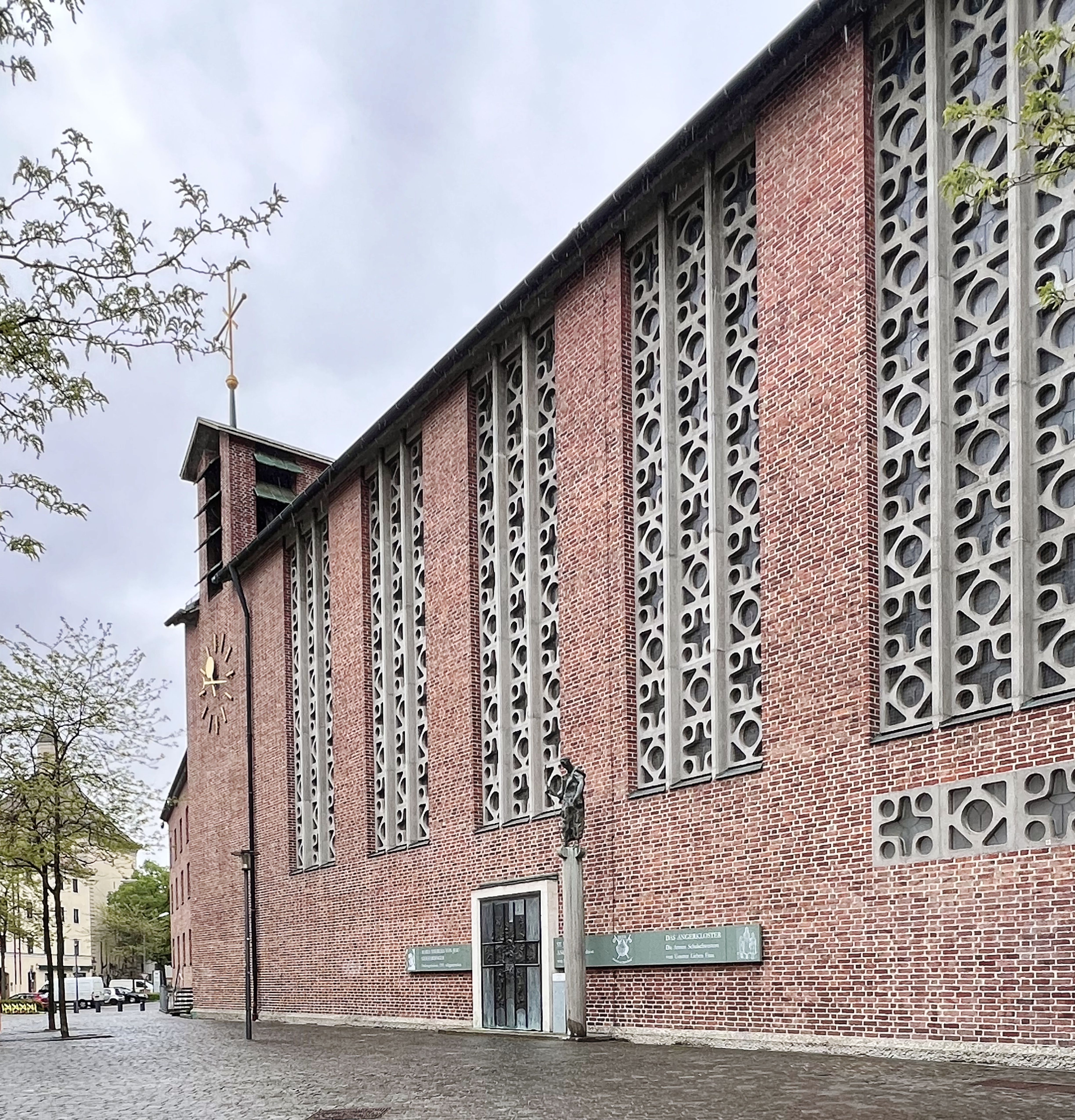
St. Jakob nach dem Wiederaufbau

St. Jakob am Anger ist ein römisch-katholisches Kloster der Armen Schulschwestern Unserer Lieben Frau in München. Es ist das älteste noch bestehende Kloster der Stadt. Die Kloster- und Institutskirche St. Jakob am Anger, genannt Jakobskirche, ist der einzige vollständige Neubau einer Kirche in der historischen Altstadt Münchens seit dem Zweiten Weltkrieg. Das Gebäude steht unter Denkmalschutz.

## Lage
St. Jakob am Anger (Unterer Anger 1) schließt optisch den St.-Jakobs-Platz im Angerviertel der historischen Altstadt im Süden/Südwesten ab. Im Zweiten Weltkrieg wurden nicht nur die Kirche, sondern viele andere Gebäude im Umfeld des Platzes zerstört. Erst mit dem Bau des Jüdischen Zentrums wurde der Platzraum wieder geschlossen.
Die Tradition wurde 1989 wiederbelebt: sie geht zurück bis ins 13. Jahrhundert, als Franziskaner hier am Jakobsplatz eine Jakobskapelle betrieben und Pilger betreuten. Das später damit verbundene Kloster besteht noch heute und ist somit das älteste Münchens. Heute leben dort die Armen Schulschwestern Unserer Lieben Frau, die hier und in der angrenzenden Blumenstraße auch eine traditionsreiche Mädchenschule leiten.

## Geschichte
Der Franziskaner-Pater Castmus (bzw. Castinus) wurde von Augsburg nach München gesandt und nahm 1221 auf dem Unteren Anger, an der damaligen Stadtmauer gelegen, eine Kapelle, die dem Apostel Jakobus geweiht war, in Besitz. Mit ihrem Patrozinium weist sie auf den Anfangspunkt des Münchner Jakobsweges hin und diente zusammen mit dem dazugehörigen Franziskanerkloster zur Betreuung und Unterbringung der Pilger. Das Klösterlein soll P. Castmus gleich zu bauen angefangen und in sehr kurzer Zeit erhoben haben. Klöster sollten so angelegt werden, dass alles Notwendige darin enthalten sei: Wasser, Mühle, Garten, Bäckerei und Werkstätten.
In den 1250er-Jahren entstand, wohl unter Einbeziehung des ursprünglichen Baus, eine spätromanische Basilika mit breitrechteckigem Drei-Apsiden-Chor. Die Überwölbung mit einem spitzbogigen Kreuzrippengewölbe galt als ältestes Zeugnis der Gotik in Oberbayern. Seit 1257 übten die hier gewährten Ablässe eine große Anziehungskraft aus. Der größte Andrang herrschte im „Münchner Gnadenjahr 1392“, in dem hier der Andechser Reliquienschatz zur öffentlichen Verehrung aufgestellt war und bis zu 60 000 Pilger pro Woche die Kirche besucht haben sollen.

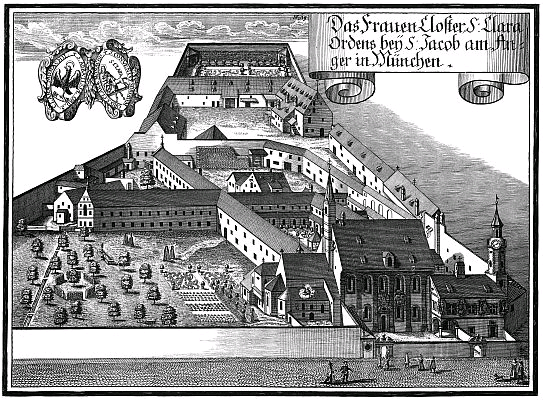
Klarissenkloster St. Jakob, Stich von Michael Wening (um 1700)

Auf Wunsch Herzogs Ludwig des Strengen verlagerten die Franziskaner im Jahre 1284 ihren Konvent auf ein Gelände nördlich des Alten Hofs, etwa in der Nähe des heutigen Nationaltheaters. Noch im selben Jahr übernahmen die Klarissen das Angerkloster. Die Wirtschaftsbetriebe der Nonnen leiteten weiterhin die Münchner Franziskaner. Es erfolgten Umbauten am ehemaligen Männerchor. Am 16. November 1306 bewilligten die bayerischen Herzöge Rudolph und Ludwig über den Eigenkonsum hinaus, Bier brauen und verkaufen zu dürfen. Am 14. Februar 1327 brach der große Stadtbrand von München in der Pfisterei des Angerklosters aus, der sich über den größten Teil der Stadt ausweitete, etwa ein Drittel in Schutt und Asche legte und 30 Todesopfer forderte.
1404 stürzten Teile der Klosterkirche ein. Der Wiederaufbau erfolgte 1408.
Um das Jahr 1600 erfolgte eine Restaurierung im Stil der Renaissance, wobei die gotischen Fresken übertüncht wurden.
Überlegungen zu Beginn des 18. Jahrhunderts, Kirche und Kloster ähnlich Weltenburg neu zu errichten, scheiterten aus Kostengründen.
Deshalb erfolgte in den Jahren 1735 bis 1738 ein weiterer Umbau mit barocker Ausstattung. Zeitgleich mit der Amalienburg und St. Michael (Berg am Laim) führte der Hofkünstler Johann Baptist Zimmermann die Fresken und Stuckarbeiten aus. In dieser Zeit war die bayerische Prinzessin Maria Anna Karoline, Schwester des Kaisers Karl VII., Klostermitglied.
1804 gaben die Klarissen ihren Konvent im Zuge der Säkularisation auf.
Nach der Säkularisation blieb die Kirche, die wie das Kloster 1805 auf Abbruch versteigert werden sollte, nach Protesten der Münchner Bevölkerung erhalten. Bereits 1804 wurde in einem Teil des aufgelassenen Klosters die Königliche Beschäftigungsanstalt eingerichtet, der 1810 als zusätzliche Erwerbsquelle die Lithographische Anstalt angegliedert wurde. Der Abbruch des Franziskanerhospizes (sog. „Väterhaus“) im Jahre 1807 machte eine Neugestaltung der Westfassade der Kirche nötig. Deren Neugestaltung und auch die der Nordfassade wurde von Gustav Vorherr, nach einer Vorplanung von Carl von Fischer im Stil des Klassizismus 1811 fertiggestellt.

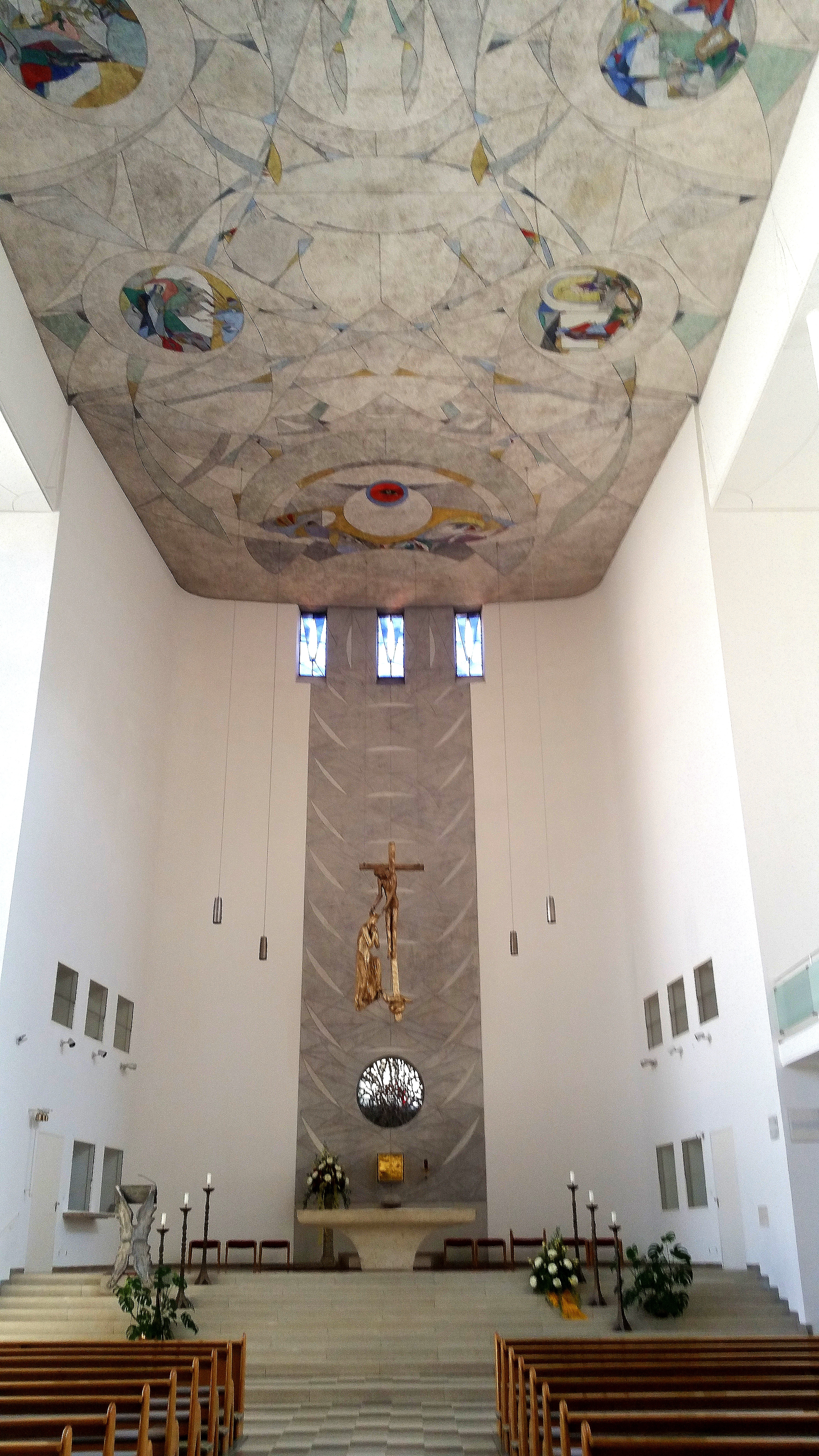
Blick zum Altar

1843 übernahm Maria Theresia Gerhardinger, die Gründerin der Armen Schulschwestern von Unserer Lieben Frau, auf Vermittlung von König Ludwig I. das Konventgebäude und die Kirche.
Im Dezember 1944 wurde St. Jakob am Anger durch einen Luftangriff bis auf die Außenmauern zerstört, darunter auch der noch erhaltene Chor der romanischen Basilika aus der Mitte des 13. Jahrhunderts, das letzte erhaltene Zeugnis der Romanik in der Altstadt.
1955 bis 1957 wurde die Kirche nach Plänen von Friedrich Haindl als Backsteinbau komplett neu errichtet. Das über zwei Geschosse verfügende, hochräumige Gotteshaus ist in seinem Inneren weiß gehalten.
Wegen der Sanierung der evangelisch-lutherischen Pfarrkirche St. Lukas feiern die Gläubigen dieser Gemeinde ab Ende April 2024 für etwa zwei Jahre ihre Gottesdienste in St. Jakob.

## Ausstattung

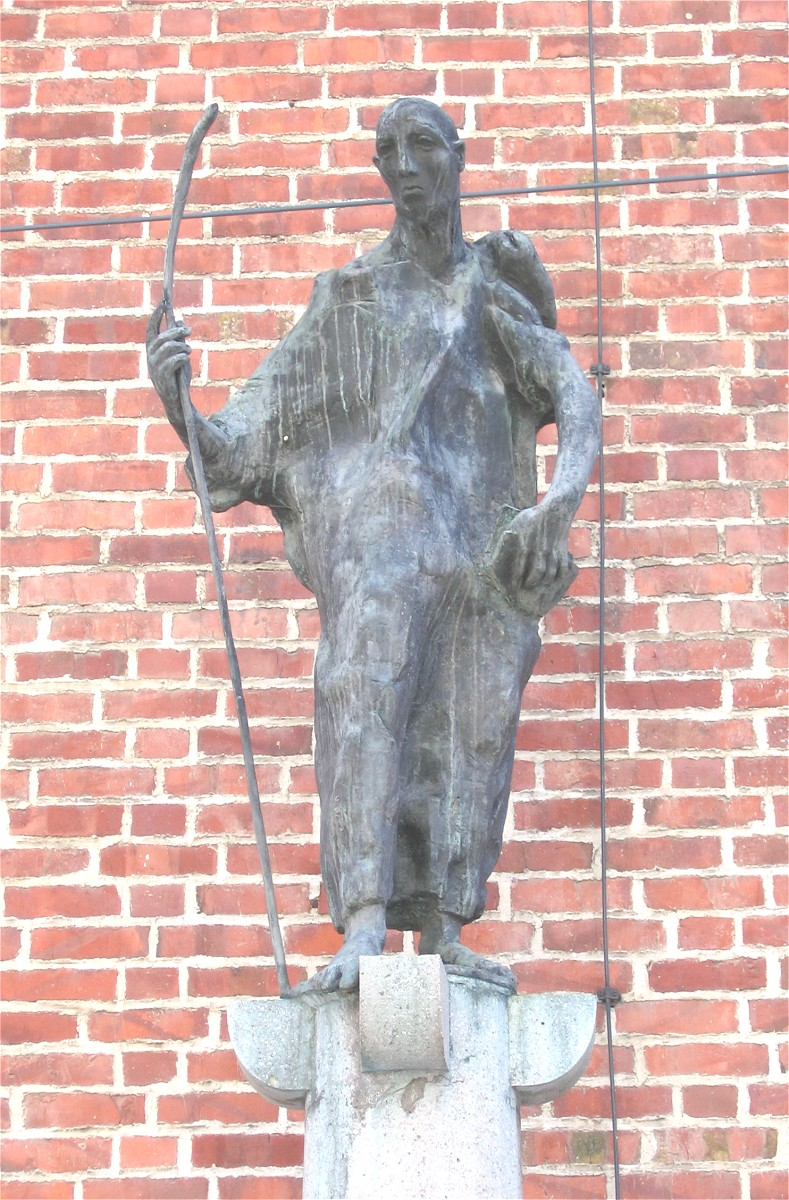
Bronzestatue des Apostels Jakobus

Die modernen Deckenfresken stammen von Bill Nagel. Josef Henselmann schuf die Plastik über dem Hochaltar. Es zeigt eine ungewöhnliche Interpretation eines Kruzifixes: Jesus löst sich mit dem Oberkörper vom Kreuz, um die Krönung Mariens durchzuführen.

### Bildende Kunst
- Gefasste Sandsteinskulptur des Apostels Jakobus (romanisch, um 1330).
- Spätgotische Skulptur des Apostels Jakobus (Erasmus Grasser, um 1490).
- Bronzestatue des Apostels Jakobus (vor der Kirche) (Anton Rückel, 1956)

### Grablege
- Selige Maria Theresia Gerhardinger (seit 1985) – die Kirche begeht ihr Fest am 9. Mai

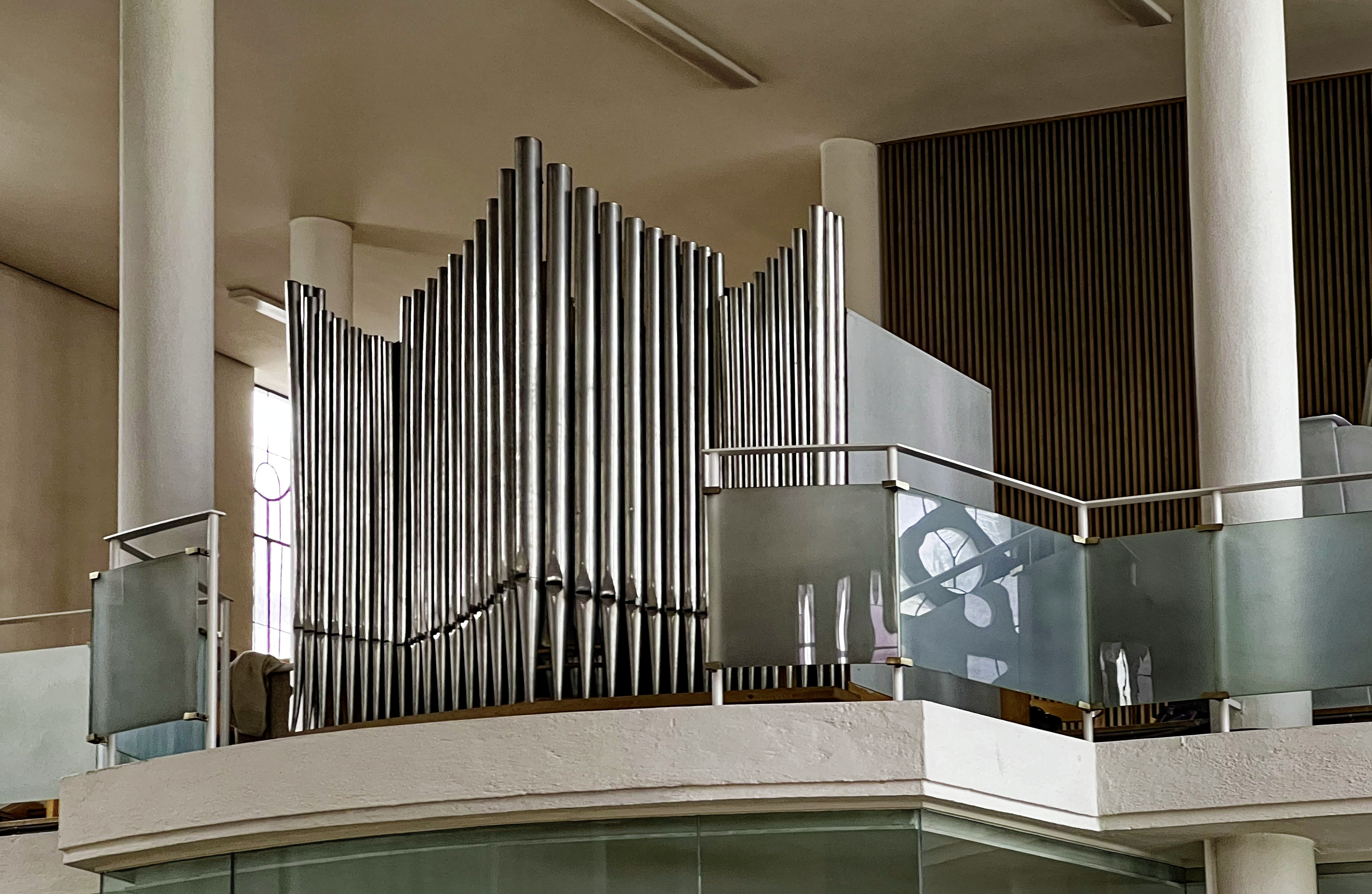
Hauptorgel

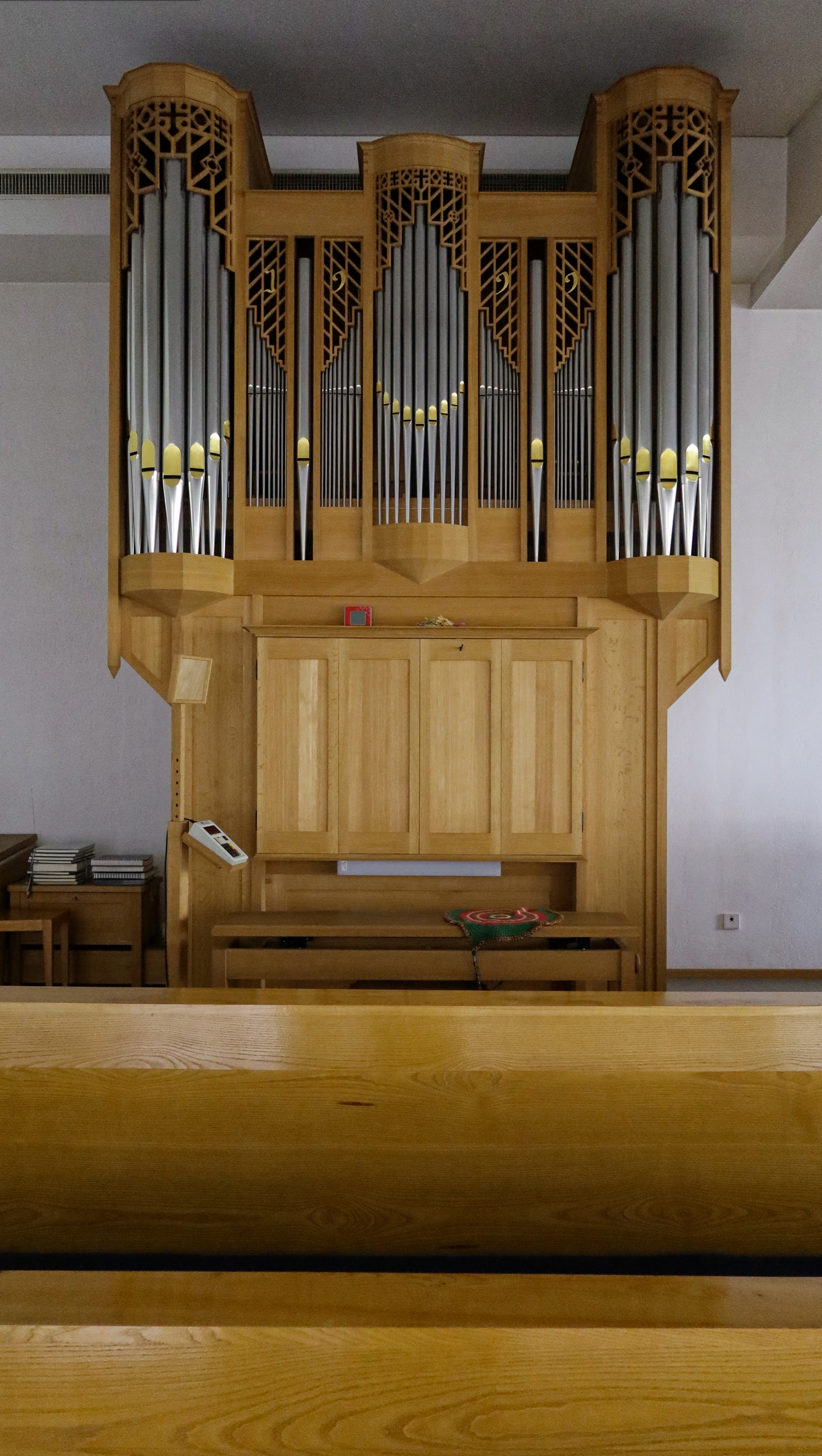
Führer-Orgel

## Orgeln
Die Hauptorgel der Kirche wurde 1961 durch die Firma Zeilhuber erbaut. Sie steht auf der oberen der beiden Emporen und hat einen Umfang von 23 Registern auf zwei Manualen und Pedal.
Die Orgel der abgetrennten Kapelle auf der unteren Empore wurde von dem Orgelbauer Johannes Führer (München) erbaut. Das Instrument ist in Anlehnung an den norddeutschen Barock disponiert. Es hat acht Register auf zwei Manualen und Pedal. Die Trakturen sind mechanisch.

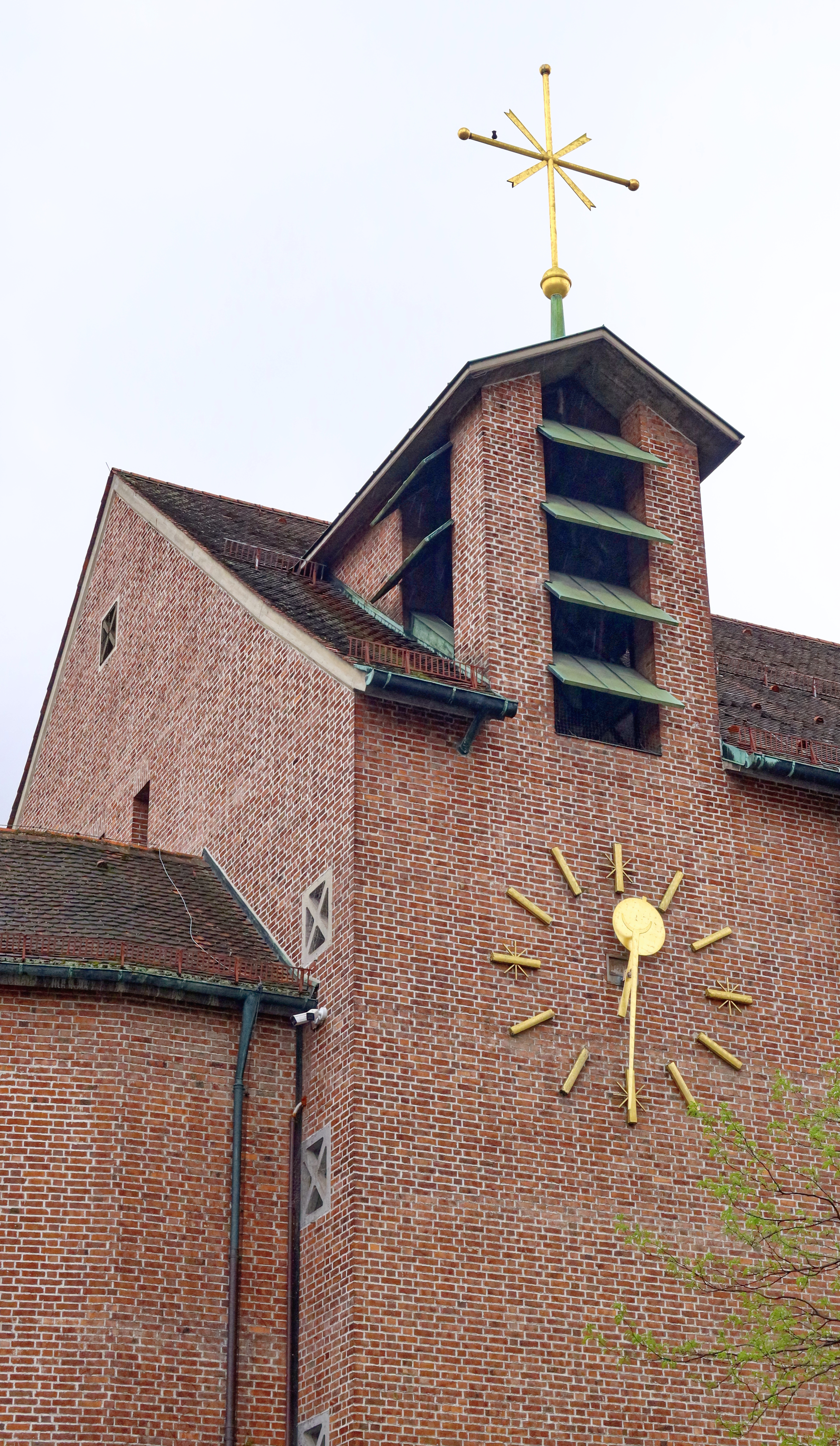
Glockentürmchen

| I Hauptwerk C–g3 |           |    |
| 1.               | Rohrfloit | 8′ |
| 2.               | Principal | 4′ |
| 3.               | Octave    | 2′ |

| II Positiv C–g3 |              |    |
| 4.              | Copl major   | 8′ |
| 5.              | Salicional   | 8′ |
| 6.              | Copl minor   | 4′ |
| 7.              | Sesquialtera | 3′ |

| Pedalwerk C–f1 |        |     |
| 8.             | Subbaß | 16′ |

- Koppeln: II/I, I/P

## Glocken
Im Glockenstuhl an der Nordfassade befinden sich zwei bronzene Kirchenglocken, die jedoch nur selten geläutet werden.
- Glocke 1 wurde 1956 von Karl Czudnochowsky in Erding gegossen. Bei einem Durchmesser von 1010 mm wiegt sie 615 kg, ihr Schlagton ist g′.
- Glocke 2 wurde 1765 von Johann Lorenz Kraus in München gegossen. Bei einem Durchmesser von 710 mm wiegt sie 222 kg, ihr Schlagton ist c″.